# Novosedly (Kájov)
Novosedly (německy Neusiedl) je vesnice, část obce Kájov v okrese Český Krumlov. Nachází se asi 1,5 km na jih od Kájova. Prochází zde silnice I/39. Je zde evidováno 56 adres.
Novosedly leží v katastrálním území Novosedly u Kájova o rozloze 11,27 km². V katastrálním území Novosedly u Kájova leží i Mezipotočí.

## Historie
Asi 400 m severovýchodně od Novosedel byla pravěká sídliště z mladší doby bronzové, pozdní doby halštatské a pozdní doby laténské. První písemná zmínka o vesnici pochází z roku 1379.

## Pamětihodnosti
V západní části vsi stojí výklenková kaplička a na návsi křížek.